# Црвени крст Републике Српске
Црвени крст Републике Српске је хуманитарна, независна, непрофитна и добровољна организација основана за територију Републике Српске. Основан је 23. јуна 1992. године на оснивачкој Скупштини у хотелу "Панорама" у Палама. Сједиште организације Црвеног крста Републике Српске налази се у Палама, на адреси Добровољних давалаца крви 10. 

## Историјат Црвеног крста Републике Српске

### Оснивање организације
Рат у Босни и Херцеговини у потпуности је зауставио свакодневни друштвени живот онемогућавајући бројне активности. Дотадашња структура организованости Црвеног крста Босне и Херцеговине постала је потпуно парализована и онемогућена да своје активности реализује на читавој територији. Цијенећи огромне хуманитарне потребе које су сваким даном расле, професионалци и волонтери поднијели су иницијативу за формирањем Црвеног крста Републике Српске, који ће својом организованошћу гарантовати хуманитарни одговор на цијелој територији Републике Српске.
Оснивањем Црвеног крста Републике Српске тадашњи професионалци и волонтери Црвеног крста показали су спремност и одлучност да се упусте у коштац са тешким недаћама и проблемима који су се нашли пред народом у то вријеме. То су биле активности које су се спроводиле надљудским организационим напорима како би се пружила помоћ становништву у специфичним, ратом креаираним потребама. Сусрести се са погледом човјека из избјегличке колоне, дати му поред хране и наду да ће преживјети, бити сигуран и да неће остати сам, био је „ход босим стопалима по жару“, како професионалаца, тако и волонтера. На мјесту гдје других није било и гдје није било изгледа да ће их и бити, активисти Црвеног крста Републике Српске били су ту. Пружили су помоћ, организовали рад Службе тражења, збринули унесрећене и што је најважније, оправдали своју мисију и улогу.
Важно је истаћи да организацију Црвеног крста Републике Српске на највишем степену оправдавамо примјењујући принципе хуманости, непристрасности, неутралности, независности, добровољности, јединства и универзалности. Сви ови принципи сливени су у језгро добре воље, да се у било ком облику пружи помоћ становништву у стању потребе.
Нико никад није постао сиромашнији давањем, тако да су искуства Црвеног крста Републике Српске кроз досадашњу историју постала само богатство за даљи развој и дјеловање ове организације у изазовима који долазе.

## Црвени крст Републике Српске данас
Данас, након више од 30 година постојања наше организације, активности у данима мира су другачије, али не и суженије. Оне су измијењених облика, али и даље вођени начелом приправности, благовремености и спремности на дјеловање у свакој недаћи, од великих природних катастрофа, али и помоћи усамљеном, незбринутом, болесном и отуђеном човјеку, који је након пандемије која је задесила свијет, постао још усамљенији са специфичним потребама за помоћ. 
У циљу заштите живота и здравља становништва, Црвени крст Републике Српске своје програмске активности реализује посредством девет координационих одбора и 64 општинске и градске организације Црвеног крста Републике Српске. Црвени крст Републике Српске дио је структуре Друштва Црвеног крста/крижа Босне и Херцеговини и тиме и Међународног покрета друштава Црвеног крста и Црвеног полумјесеца.

### Програмска структура
Црвени крст Републике Српске континуирано врши активности кроз програмске цјелине: организација, развој, кадрови и програмске дјелатности, информисање, промотивно-издавачка дјелатност и дисеминација, социјално-хуманитарна дјелатност, здравствена дјелатност, подмладак и омладина, упозоравање на опасност од мина, припрема и одговор на катастрофе и служба тражења.

#### Организација, развој, кадрови и програмске дјелатности
У области организационог развоја Црвени крст Републике Српске своје активности усмјерава на: постојање и функционисање организација Црвеног крста у Републици Српској и њихов рад и дјеловање; примјену Закона о положају и овлашћењима Црвеног крста Републике Српске (Службени гласник Републике Српске 18/94), ангажовање на његовој примјени у пракси и остваривању средстава из извора предвиђених законом; ангажовање на доношењу новог Закона о Црвеном крсту Републике Српске.
Ради на рјешавању трајних и најважнијих питања постојања, позиционирања и функционисања организације Црвеног крста Републике Српске-стварању услова за стабилно финансирање и успјешан рад организација Црвеног крста у цијелој Републици Српској у материјалном, техничком и кадровском смислу.
Прати доношење нових закона и измјена постојећих ради правилног дефинисања улоге и задатака Црвеног крста у њима; прати развијање система унутрашње контроле и функционисање организација Црвеног крста у складу са законима и нормативним актима који регулишу рад и специфичност организације Црвеног крста и вршењу надзора и контроле рада финансијског пословања Црвеног крста Републике Српске од стране Надзорног одбора ЦКРС.
Кроз програм Организациони развој Црвени крст Републике Српске додјељује признања Црвеног крста Републике Српске најзаслужнијим волонтерима Црвеног крста, спонзорима и донаторима; ради на изради нових статутарних рјешења у циљу израде новог Статута Црвеног крста Републике Српске, изради стратегије развоја Црвеног крста Републике Српске; унапређењу сарадње са медијима и информисању грађана о акцијама и програмима рада, њиховој реализацији и испуњавању мисије у дијелу широке промоције хуманитарних вриједности.

#### Информисање, промотивно-издавачка дјелатност и дисеминација
У склопу програма за информисање, промотивно-издавачку дјелатност и дисеминацију у Црвеном крсту Републике Српске настојимо да унаприједимо и промовишемо све наше задатке из календара традиционалних активности. Црвени крст Републике Српске кроз квалитетну сарадњу са бројним медијским кућама информише јавност о активностима које се реализују у току једне године, те велику пажњу посвећује промоцији на друштвеним мрежама Црвеног крста Републике Српске.
За обиљежавање важних датума из календара традиционалних активности, служба за информисање и промотивно-издавачку дјелатност врши дизајн за израду промотивних плаката, летака, брошура, грађанских и поштанских маркица, флајера, билтена и других промотивних материјала, који се достављају организацијама на терен. Такође, поносни смо на дугогодишњу штампу листа “Хуманост”, којим извјештавамо структуру и јавност о реализованим активностима у тромјесечном периоду, четири пута годишње. Лист "Хуманост" штампа се у тиражу од 1.500 примјерака. 
Програм дисеминације у ЦКРС подржава Међународни комитет Црвеног крста, посредством којег у структури ЦКРС реализујемо радионице, предавања и такмичења из области ширења знања о покрету Црвеног крста.

#### Социјално-хуманитарна дјелатност
Мисија Црвеног крста Републике Српске је да спречава и олакшава људску патњу. У циљу испуњења мисије, те дјеловања у складу са мандатом Покрета, реализације јавних овлашћења која су ЦКРС додијељена Законом, те поштовања Статута ЦКРС, један од приоритета дјеловања цјелокупне структуре организованости Црвеног крста Републике Српске су активности у области социјално хуманитарне дјелатности, у чијем оквиру је Црвени крст Републике Српске максимално ангажован, како у заштити достојанства, тако и у побољшању живота угрожених људи. Свакодневно свједочимо одређеним дешавањима која својим посљедицама истичу потребу за постојањем организације Црвеног крста Републике Српске и за постојањем систематичног хуманитарног рада. Социо-хуманитарна дјелатност подразумијева организовање, прикупљање и дистрибуцију помоћи најугроженијим категоријама и лицима у стању социјалне потребе.
Програм социјално хуманитарне дјелатности пружа ефикасну помоћ и заштиту популацији погођеној природним или људским катастрофама на основу потреба, јер треба да радимо на томе да сви наши програми хуманитарног одговора буду испуњени, као и све обавезе квалитета и одговорности према основним хуманитарним стандардима. У социјално хуманитарној дјелатности важно је ангажовање на едукацији професионалних кадрова као и волонтера на процјени угроженoг и потреба локалног становништва. Фокус је директно на потребама људи који су погођени кризом, a из перспективе хуманитарних актера, та помоћ је од кључне важности.

##### Рад јавних кухиња Црвеног крста Републике Српске
Јавне кухиње организоване у структури ООЦК и ГОЦК, али и оне чији рад директно и континуирано помажу ООЦК и ГОЦК у Републици Српској, представљају једно од егзистенцијалних уточишта једних од најрањивијих категорија нашега друштва. У складу са устаљеном позитивном праксом, интензивирање активности у области социјално хуманитарне дјелатности биће реализовано поводом традиционалних активности ЦКРС, првенствено Недјеље Црвеног крста, Недјеље дјетета, Недјеље солидарности и других датума. Оваквим интензивирањем активности настојаће се пружити неопходна хуманитарна помоћ угроженим појединцима и групама, те осигурати промоција вриједности, идеја и принципа нашег Покрета.

#### Здравствена дјелатност
Црвени крст Републике Српске у оквиру програма за здравствену дјелатност реализује активности из области прве помоћи, добровољног давалаштва крви, здравственог просвјећивања и васпитања и области кућне његе и помоћи.

##### Прва помоћ
Прва помоћ је непосредна помоћ болесној или повријеђеној особи до доласка стручне помоћи. Није у питању само физичка болест или повреда, већ и друга почетна њега, укључујући психосоцијалну подршку људима који су емоционално узнемирени због доживљавања или свједочења трауматичном догађају. Да би се квалитетно, благовремено и правилно пружила прва помоћ јако је важно континуирано, стално увјежбавање јер у ситуацији кад се деси несрећа, када завлада страх и паника, искусна особа пружа прву помоћ по аутоматизму. Црвени крст Републике Српске кроз овај програм врши:
- Обуку возача, грађана и волонтера Црвеног крста у пружању прве помоћи;
- Организује такмичења на свим нивоима организованости и показних вјежби;
- Обиљежава датуме из календара традиционалних активности попут Свјетског дана прве помоћи и Свјетског дана сјећања на жртве саобраћајних несрећа;
- Организује учешће екипа прве помоћи у обезбијеђивању јавних скупова и спортских манифестација;
- Врши обуку предавача и инструктора Црвеног крста у првој помоћи;
- Врши израду литературе из прве помоћи;
- Реализује активности из области промоције прве помоћи;
- Организује сарадњу са релевантним институцијама и организацијама.

##### Добровољно давалаштво крви
Циљ програма је унапређење добровољног давалаштва крви кроз подизање нивоа информисаности и свијести цјелокупне популације о култури давалаштва крви, обезбијеђивање довољних количина сигурне крви и крвних деривата за несметан рад здравствених установа, као и спасавање живота и здравља људи. 
Црвени крст Републике Српске традиционално поводом 14. јуна - Свјетског дана добровољних давалаца крви додјељује признања Црвеног крста Републике Српске вишеструким добровољним даваоцима крви у знак признања за несебичну хуманост показану кроз даривање крви ради спасавања живота и здравља других људи. 
При Црвеном крсту Републике Српске функционишу два савјетодавна тијела: Конференција добровољних давалаца крви и Комисија за добровољно давалаштво крви, који за циљ имају реализацију програмских активности и стратешких задатака у области добровољног давалаштва крви у сарадњи са свим структурама организованости ЦКРС.

##### Здравствено просвјећивање и васпитање
Главни циљ програма је подизање свијести становништва о важности здравственог просвјећивања и васпитања, као и превенцији заразних и незаразних болести. У Републици Српској је још увијек незадовољавајућа ситуација када су питању заразне, али и незаразне болести. Структура Црвеног крста Републике Српске реализује низ активности у оквиру здравствених,  социјално-хуманитарних, еколошких и информативно-едукативних и промотивних активности. Посебне едукативно-информативне активности спроводе се на плану борбе против наркоманије, АИДС-а, алкохолизма, пушења и осталих болести зависности.
У оквиру здравственог просвјећивања и васпитања, ЦКРС обиљежава датуме из календара традиционалних активности као што су: Свјетски дан и Недјеља борбе против туберкулозе и Свјетски дан борбе против HIV/AIDS, у оквиру репродуктивног здравља. Репродуктивно здравље представља усклађеност и нормално одвијање физичких, менталних и социјалних процеса који се односе на репродуктивни систем и његове функције. То је стање физичког, менталног и социјалног благостања у свим областима репродуктивног система у цјелокупним фазама живота.

##### Програм Кућне његе
Црвени крст Републике Српске континуирано организује и пружа помоћ и услуге старијим особама, ради на промоцији и заштити права старијих особа те у сарадњи са партнерским институцијама ради на укључивању права старијих у све развојне планове и политике у држави. Развијањем облика међугенерацијске солидарности и примјеном „примјера добре праксе“ младих из клубова Црвеног крста и најугроженијих група становништва, посебно усамљених старијих особа, старијих особа смјештених у јавним установама доприноси превенцији социјалне искључености. 
У склопу активности у овом програму, структура Црвеног крста Републике Српске обиљежава 1. октобар - Међународни дан старијих особа, гдје кроз различите активности пружа пажњу и истиче значај дружења са старијим суграђанима. Кроз програм Црвеног крста Републике Српске уз финансијску подршку Црвеног крста Швајцарске реализује пројекат “Старење и здравље”, који има за циљ да се унаприједи здравље и добробит старије популације кроз пружање његе и помоћи у кући и стварање амбијента за активно и здраво старење.

#### Подмладак и омладина
Млади представљају основну снагу стратегије развоја организације Црвеног крста Републике Српске на свим нивоима организовања. Циљ наше организације је васпитавање младе генерације у духу хуманости и толеранције, као и оспособљавање младих за хуманитарни рад. У раду са младима важно је мотивисање младих и стварање позитивне слике код дјеце, наставника и родитеља о Црвеном крсту, како би нашу организацију прихватили као организацију која позитивно дјелује на формирање личности сваког младог човјека.
Активно учешће младих на конференцијама, радионицама, љетним камповима, у хуманитарним акцијама, такмичењима екипа прве помоћи и упозоравања на опасност од мина организованим на свим нивоима структуре ЦКРС, омогућава размјену знања и искустава и развијање социјалних вјештина. Млади својим волонтерским радом дају свој допринос у реализацији програма и пројеката које реализује Црвени крст, јер су садржаји рада једноставни, занимљиви и лако прихватљиви за сваког младог човјека. Из овога произилази и непосредни циљ рада са младима, а то је изградња капацитета волонтерске мреже.
Црвени крст Републике Српске у оквиру овог програма традиционално реализује кампове подмлатка и омладине, организује активности младих у Недјељи Црвеног крста и Црвеног полумјесеца и Недјељи дјетета, као и при обиљежавању Међународног дана младих и Међународног дана волонтера. Поред традиционалних датума, млади у ЦКРС су укључени у готово све програмске активности и њихова улога и подршка раду ЦКРС је од немјерљивог значаја у сваком граду и општини Републике Српске.

#### Програм упозоравања на опасност од мина
Црвени крст Републике Српске кроз овај програм реализује низ активности уз финансијску подршку Међународног комитета Црвеног крста и других донатора и надлежних институција. Реализује план и активности рада у угроженим локалним заједницама, са најугроженијим циљним групама становништва. Кроз план и програм сваке године одржавамо едукације и стручно оспособљавање и сертификацију особља за имплементацију активности из Програма упозоравања на опасност од мина.
Такмичења "Мисли Мине" се реализују у основним школама за ученике седмих разреда и представљају интерактивну и занимљиву методологију рада са дјецом са основним циљем усвајања порука упозоравања на мине и усвајања праксе сигурног понашања. Структура ЦКРС реализује активности с циљем едукације дјеце од петог до деветог разреда основне школе о опасностима од мина и ЕСЗР као и о опасностима од малог и лаког наоружања. 
Црвени крст Републике Српске у оквиру обиљежавања Недјеље упозоравања на опасност од мина, у периоду од 08-15 децембра реализује наградни конкурс пажљиво бираних тема, како би ученицима привукли пажњу и заинтересовали их за учешће у изради ликовних и литерарних радова с циљем подизања свијести о опасности од мина.

#### Припрема и одговор на катастрофе
У циљу ефикасног одговора на ублажавање посљедица изазваних природним и другим катастрофама, Црвени крст Републике Српске своје дјеловање усмјерава на унапређење капацитета, обуку волонтерског и професионалног особља те обезбјеђивање неопходних резерви како би на ефикасан начин одговорио будућим изазовима у подручјима погођеним елементарним непогодама и другим несрећама. Велике климатске промјене имају за посљедицу пораст броја катастрофа у цијелом свијету. Посљедице катастрофа се знатно могу смањити уколико су сви субјекти и снаге система заштите и спасавања добро обучени, опремљени и спремни да реагују.
Црвени крст Републике Српске је формирао вишенамјенске теренске јединице (ВТЈ) и вишенамјенске теренске екипе (ВТЕ), чији задатак је да у случају природне или друге катастрофе становништву погођеног подручја пруже адекватну помоћ у складу са расположивим материјално-техничким капацитетима те ублаже посљедице исте. Црвени крст Републике Српске континуирано ради на јачању људских и материјално техничких капацитета како би, у складу са мандатом Црвеног крста, могао адекватно одговорити на могуће изазове.
Поводом обиљежавања 13. октобра - Међународног дана смањења ризика од катастрофа, Црвени крст Републике Српске организује показну вјежбу вишенамјенских теренских јединица и вишенамјенских теренских екипа ЦКРС. Циљ оваквих вјежби је провјера људских и материјално-техничких капацитета ВТЈ и ВТЕ Црвеног крста Републике Српске за дјеловање у кризним ситуацијама, те међусобне координације са другим организацијама и институцијама које се баве заштитом и спасавањем.

#### Служба тражења Црвеног крста Републике Српске
Служба тражења Црвеног крста Републике Српске као јавно овлаштење прописано законом о Црвеном крсту Републике Српске, обавља послове Службе тражења предвиђене Правилником о раду Службе тражења одобреном од стране Владе Републике Српске у фебруару 2008. године. Ови послови подразумијевају обнављање породичних веза прекинутих усљед сукоба у БиХ или у свијету, природним или људским фактором узрокованих катастрофа, као и у миру из других разлога који обнављању породичних веза дају хуманитарни карактер.
Служба тражења Црвеног крста Републике Српске одржава сталну сарадњу са Међународним комитетом Црвеног крста, Pепубличком организацијом породица погинулих и заробљених бораца и несталих цивила, Савезом породица несталих лица, Савезом логораша Републике Српске, Удружењем жена жртава рата Републике Српске, Борачком организацијом Републике Српска, Републичким центром за истраживање рата, ратних злочина и тражењем несталих лица, МУП-ом Републике Српске, Институтом за нестала лица и другим владиним и невладиним организацијама које се баве овом проблематиком.

#### Пројекат миграција у Црвеном крсту Републике Српске
Црвени крст Републике Српске реализује активности за људе у покрету посредством мобилних тимова за миграције. Циљ рада мобилних тимова је да олакшају патњу људи у покрету, дијелећи им основне животне, прехрамбене и непрехрамбене намирнице, те пружају услуге прве помоћи, пуњења мобилних телефона, дијељењем бесплатног интернета, упозоравања на опасност од мина и друге активности.
Сталним присуством на терену и радом са људима у покрету настојимо да смањимо ризике од криминалних дјела, тензије између локалног становништва и људи у покрету, јачамо капацитете локалног становништва, развијамо социјалну кохезију, те обезбиједимо додатну сигурност локалног становништва.
Наша подршка огледа се и кроз кеш-ваучер асистенцију социјално-угроженим породицама на мигрантској рути или кроз друге активности, попут подјеле пећи на чврсти огријев кроз сарадњу са Црвеним крстом Италије. Истичемо добру сарадњу са МУП Републике Српске, Граничном полицијом БиХ, Службом за послове са странцима, као и донаторима Црвени крст Швајцарске, ДЦК БиХ, DRC, IOM, CARE, HELP и други.

## Организација Црвеног крста Републике Српске

### Скупштина Црвеног крста Републике Српске
Скупштина је највиши орган организације Црвеног крста Републике Српске. Скупштина Црвеног крста Републике Српске својом одлуком утврђује начин избора и броја чланова Скупштине сразмјерно броју редовних чланова општинских организација, с тим да свака општинска организација Црвеног крста буде заступљена у Скупштини.
Мандат чланова траје четири године с могућношћу поновног избора, с тим што орган који их је изабрао у Скупштину, може да их разријеши и прије истека мандата.

### Републички одбор Црвеног крста Републике Српске
Републички одбор као извршни орган Скупштине обавља послове и задатке утврђене Статутом, одлукама и закључцима Скупштине. Скупштина својом одлуком утврђује начин избора чланова Одбора уз поштовање територијалне заступљености и броја редовних чланова, с тим да сви координациони одбори и градски одбори буду заступљени у Републичком одбору.
Предсједник и потпредсједници Скупштине су истовремено и предсједник и потпредсједници Републичког одбора. Мандат чланова Републичког одбора траје четири године уз могућност поновног избора. Из оправданих разлога, чланови Републичког одбора могу бити разријешени чланства и прије истека мандата. Чланови Републичког одбора бирају се из реда чланова Скупштине. Републички одбор, поред других активности, именује Генералног секретара Црвеног крста Републике Српске. 

#### Републички одбор ЦКРС као облик дјеловања при ЦКРС образује сљедеће комисије:
- Комисија за организацију, развој, кадрове и признања;
- Комисија за социјално хуманитарну дјелатност;
- Комисија за здравствену дјелатност;
- Комисија за добровољно давалаштво крви;
- Комисија за маркетинг и менаџмент;
- Комисија за међународно хуманитарно право и међународну сарадњу;
- Комисија за информисање и издавачко пропагандну дјелатност и
- Комисија за Службу тражења.

#### Досадашњи предсједници Скупштине/Републичког одбора Црвеног крста Републике Српске:
- Предсједник др Милан Мирковић
- Предсједник др Љиљана Зелен-Караџић
- Предсједник Јово Грујичић
- Предсједник Брано Дурсун
- Предсједник Гојко Грабеж

#### Досадашњи генерални секретари Црвеног крста Републике Српске
- Сванимир Ђокић 1992-2010
- Ђоко Михајловић 2010-2020†
- Сњежана Ковач 2020-2023
- Рајко Лазић 2023 -

### Надзорни одбор Црвеног крста Републике Српске
Надзорни одбор је орган који врши надзор и контролу над материјално-финансијским пословањем организације Црвеног крста. Надзорни одбор има пет чланова, а мандат чланова траје четири године и може се обновити. 

### Генерални секретар Црвеног крста Републике Српске
Мандат генералног секретара Црвеног крста Републике Српске траје четири године. Генерални секретар заступа Црвени крст Републике Српске. 

### Стручна служба ЦКРС
Ради обављања стручних, административних и других послова Републички одбор Црвеног крста Републике Српске образује Стручну службу. Републички одбор обезбјеђује средства за рад Стручне службе. Међусобна права и обавезе утврђују се одговарајућим прописима. Сједиште Стручне службе Црвеног крста Републике Српске је у пословној згради Црвеног крста Републике Српске у Улици Добровољних давалаца крви 10, 71.420 Пале, Република Српска, БиХ.

## Улога Црвеног крста Републике Српске
Црвени крст не постоји без људи добре воље спремних да оплемене и хуманизују свијет, зато је велики задатак и велика нада Црвеног крста Републике Српске едукација младих, ширење мреже волонтера који ће знати да препознају потребу и помоћ и начин да се она пружи кроз сваку активност ове организације, од мјесних заједница, преко општина и градова, регија и самог сједишта Црвеног крста Републике Српске. 
У томе подразумијевамо и очекујемо још већу и бољу подршку највиших институција власти Републике Српске, као и других организација и медија, који указују на значај и живо дјеловање у циљу очувања живота становника Републике Српске. Невоље долазе саме, често ненајављене, али становништво Републике Српске мора да зна да је Црвени крст Републике Српске, заснован на доброј вољи и организованости, увијек ту. 

### Породица хуманости
Изазови савременог свијета носе бреме нових невоља. Један доктор, хуманитарац је рекао да је „хуманост врста вируса једнако јака у данашње вријеме, као вирус корона од ког се умире, а од вируса хуманости се живи“. И зато треба дијелити овај вирус, остати добар и помагати онима којима треба. Црвени крст Републике Српске је гарант да ни у једном проблему нисмо сами. Организација Црвеног крста Републике Српске присутна је у свим општинама и градовима Републике Српске, окупља на хиљаде волонтера и људи добре воље – сви ми чинимо једну породицу хуманости.

## Календар традиционалних активности
Црвени крст Републике Српске све своје задатке реализује промовишући активности из календара традиционалних активности:
- 24. март - Међународни дан борбе против туберкулозе
- 4. април - Међународни дан борбе против мина
- 8. мај - Свјетски дан Црвеног крста и Црвеног полумјесеца
- 8-15. мај - Недјеља Црвеног крста
- 14. јун - Свјетски дан добровољних давалаца крви
- 23. јун - Дан Црвеног крста Републике Српске
- Јул - Камп подмлатка Црвеног крста Републике Српске
- Август - Камп омладине Црвеног крста Републике Српске
- 12. август - Свјетски дан младих
- 30. август - Међународни дан несталих особа
- Друга субота у септембру - Свјетски дан прве помоћи
- 14-21. септембар - Недјеља борбе против туберкулозе
- 15. септембар - Дан несталих и погинулих Републике Српске
- 1. октобар - Међународни дан старијих особа
- Прва недјеља октобра - Недјеља дјетета
- 13. октобар - Међународни дан смањења ризика од катастрофа
- Трећа недјеља у октобру - Међународни дан сјећања на жртве саобраћајних несрећа
- 1. децембар - Свјетски дан борбе против ХИВ/АИДС
- 5. децембар - Међународни дан волонтера
- 8-15. децембар - Недјеља упозоравања на опасност од мина
- 15-21. децембар - Недјеља солидарности